# كورنيليوس جاكوبسن ماي
كورنيليوس جاكوبسن ماي (بالهولندية: Cornelius Jacobsz May)‏ هو مستكشف وسياسي هولندي، ولد في 1501 في هورن في هولندا، وتوفي في 1601. انتخب Directors of New Netherland ‏.